# 15818 DeVeny
15818 DeVeny è un asteroide della fascia principale. Scoperto nel 1994, presenta un'orbita caratterizzata da un semiasse maggiore pari a 2,3611915 UA e da un'eccentricità di 0,0685029, inclinata di 0,78444° rispetto all'eclittica.